# Kanton La Barthe-de-Neste
La Barthe-de-Neste is een voormalig kanton van het Franse departement Hautes-Pyrénées. Het kanton maakte deel uit van het arrondissement Bagnères-de-Bigorre. Het werd opgeheven bij decreet van 25 februari 2014, met uitwerking op 22 maart 2015.

## Gemeenten
Het kanton La Barthe-de-Neste omvatte de volgende gemeenten:
- Asque
- Avezac-Prat-Lahitte
- La Barthe-de-Neste (hoofdplaats)
- Batsère
- Bazus-Neste
- Bulan
- Escala
- Esparros
- Espèche
- Gazave
- Hèches
- Izaux
- Labastide
- Laborde
- Lomné
- Lortet
- Mazouau
- Montoussé
- Saint-Arroman